# ラブリーポップ麻雀 雀々しましょ2
『ラブリーポップ麻雀 雀々しましょ2』（ラブリーポップマージャン ジャンジャンしましょ2）は、2000年にVISCOが発売（開発:VISCO）したアーケード用脱衣麻雀。
前作『ラブリーポップ麻雀 雀々しましょ』のヒットを受けて登場した作品。前田尋之によると「よりカルトな役までサポートしており、より一層緊張のある駆け引きが楽しめる」。

## ゲーム内容
前作でアイドルユニットVIS♡KISSのマネージャーを務めた八千草彩が、今作ではロックバンドTINKERBELLをマネージメントする。プレイヤーは八千草にかわって4人のバンドメンバーと麻雀を打ち、デビューコンサートを成功させるべく彼女らを説得する。
- 唐沢涼子（声:小西寛子）
  - ドラム＆リーダー。O型。4月4日生まれ。164センチ、上から84-58-84[3]。
- 真木瀬ゆり（木村亜希子）
  - ボーカル＆ギター。B型。11月21日生まれ。158センチ。上から80-57-79[4]。
- 小倉くるみ（声:川澄綾子）
  - ボーカル＆キーボード。A型。3月17日生まれ。157センチ、上から90-58-87[5]。
- 江本千尋（声:夏樹リオ）
  - ベース。AB型。1月3日生まれ。166センチ、上から86-56-86[6]。
- 八千草彩（声:伊藤美紀）
  - マネージャー。A型。10月22日生まれ。165センチ。上から86-60-88[7]。